# Podział administracyjny województwa zachodniopomorskiego
Strona ta przedstawia podział administracyjny województwa zachodniopomorskiego

## Administracja samorządowa
W 2012 r. przeciętne zatrudnienie administracji samorządów gmin i miast na prawach powiatu w woj. zachodniopomorskim wynosiło 8319 osób, natomiast samorządów powiatowych 2895 osób.

## Miasta na prawach powiatu
| Herb | Miasto na p. powiatu | Liczba ludności (31 grudnia 2013) | Powierzchnia [km²] | Gęstość zaludnienia | Wydatki budżetu 2013 [mln zł] | Dochody budżetu 2013 [mln zł] | Dochody na 1 mieszkańca 2013 [zł] | Zadłużenie samorządu względem wys. dochodów 2013 [%] | Podmioty wpisane do rejestru REGON na 10 tys. ludności 2013 | Przeciętna stopa bezrobocia (30 czerwca 2014) |
| ---- | -------------------- | --------------------------------- | ------------------ | ------------------- | ----------------------------- | ----------------------------- | --------------------------------- | ---------------------------------------------------- | ----------------------------------------------------------- | --------------------------------------------- |
|      | Koszalin             | 109 170                           | 98,34              | 1110                | 461,48                        | 445,66                        | 4077,15                           | 55,3%                                                | 1677                                                        | 11,1%                                         |
|      | Szczecin             | 408 172                           | 300,55             | 1358                | 1776,85                       | 1775,27                       | 4345,80                           | 53,0%                                                | 1649                                                        | 10,1%                                         |
|      | Świnoujście          | 41 371                            | 197,23             | 210                 | 226,72                        | 215,50                        | 5195,30                           | 57,3%                                                | 1581                                                        | 6,0%                                          |

## Gminy
| Herb  | Gmina               | Rodzaj gminy    | Powiat       | Liczba ludności (31 grudnia 2013) | Powierzchnia [km²] | Gęstość zaludnienia | Wydatki budżetu 2013 [mln zł] | Dochody budżetu 2013 [mln zł] | Dochody na 1 mieszkańca 2013 [zł] | Zadłużenie samorządu względem dochodów 2013 [%] | Podmioty wpisane do rejestru REGON na 10 tys. ludności 2013 |
| ----- | ------------------- | --------------- | ------------ | --------------------------------- | ------------------ | ------------------- | ----------------------------- | ----------------------------- | --------------------------------- | ----------------------------------------------- | ----------------------------------------------------------- |
|       | Banie               | wiejska         | gryfiński    | 6473                              | 206,30             | 31                  | 20,94                         | 22,89                         | 3530,03                           | 19,7%                                           | 780                                                         |
|       | Barlinek            | miejsko-wiejska | myśliborski  | 19 810                            | 258,72             | 77                  | 57,60                         | 61,15                         | 3094,90                           | 36,3%                                           | 995                                                         |
|       | Barwice             | miejsko-wiejska | szczecinecki | 8858                              | 258,52             | 34                  | 35,21                         | 32,05                         | 3621,48                           | 19,2%                                           | 717                                                         |
|       | Będzino             | wiejska         | koszaliński  | 8555                              | 166,19             | 51                  | 29,58                         | 30,55                         | 3564,67                           | 56,4%                                           | 942                                                         |
|       | Białogard           | miejska         | białogardzki | 24 722                            | 25,73              | 961                 | 71,18                         | 66,98                         | 2709,86                           | 34,6%                                           | 1240                                                        |
|       | Białogard           | wiejska         | białogardzki | 7853                              | 328,25             | 24                  | 30,85                         | 30,09                         | 3787,67                           | 45,2%                                           | 683                                                         |
|       | Biały Bór           | miejsko-wiejska | szczecinecki | 5345                              | 269,93             | 20                  | 25,69                         | 24,40                         | 4547,56                           | 62,4%                                           | 769                                                         |
|       | Bielice             | wiejska         | pyrzycki     | 3136                              | 84,19              | 37                  | 12,63                         | 12,21                         | 3897,66                           | 44,6%                                           | 695                                                         |
|       | Bierzwnik           | wiejska         | choszczeński | 4828                              | 239,06             | 20                  | 16,58                         | 15,76                         | 3269,26                           | 46,8%                                           | 713                                                         |
|       | Biesiekierz         | wiejska         | koszaliński  | 6420                              | 116,60             | 55                  | 20,13                         | 22,73                         | 3579,42                           | 22,5%                                           | 1087                                                        |
|       | Bobolice            | miejsko-wiejska | koszaliński  | 9583                              | 367,56             | 26                  | 36,56                         | 36,61                         | 3807,61                           | 48,4%                                           | 718                                                         |
|       | Boleszkowice        | wiejska         | myśliborski  | 2937                              | 130,49             | 23                  | 9,70                          | 10,76                         | 3657,23                           | 23,0%                                           | 715                                                         |
|       | Borne Sulinowo      | miejsko-wiejska | szczecinecki | 9856                              | 484,50             | 20                  | 35,26                         | 33,17                         | 3361,03                           | 51,3%                                           | 761                                                         |
|       | Brojce              | wiejska         | gryficki     | 3829                              | 117,97             | 32                  | 13,54                         | 14,11                         | 3681,98                           | 38,3%                                           | 627                                                         |
|       | Brzeżno             | wiejska         | świdwiński   | 2880                              | 110,81             | 26                  | 10,33                         | 10,59                         | 3635,19                           | 25,7%                                           | 535                                                         |
|       | Cedynia             | miejsko-wiejska | gryfiński    | 4405                              | 180,61             | 24                  | 16,45                         | 17,74                         | 4003,03                           | 13,5%                                           | 1022                                                        |
|       | Chociwel            | miejsko-wiejska | stargardzki  | 5962                              | 160,82             | 37                  | 17,60                         | 18,97                         | 3177,12                           | 24,3%                                           | 751                                                         |
|       | Chojna              | miejsko-wiejska | gryfiński    | 13 969                            | 332,30             | 42                  | 45,19                         | 41,79                         | 2984,20                           | 26,7%                                           | 1059                                                        |
|       | Choszczno           | miejsko-wiejska | choszczeński | 22 340                            | 246,31             | 91                  | 58,27                         | 61,51                         | 2751,56                           | 57,3%                                           | 976                                                         |
|       | Czaplinek           | miejsko-wiejska | drawski      | 11 950                            | 364,84             | 33                  | 37,91                         | 36,72                         | 3075,76                           | 55,3%                                           | 984                                                         |
|       | Człopa              | miejsko-wiejska | wałecki      | 5066                              | 349,05             | 15                  | 19,79                         | 20,13                         | 4000,84                           | 10,4%                                           | 659                                                         |
|       | Darłowo             | miejska         | sławieński   | 14 229                            | 20,21              | 704                 | 55,41                         | 50,77                         | 3553,65                           | 5,4%                                            | 1399                                                        |
| [ a ] | Darłowo             | wiejska         | sławieński   | 8030                              | 269,45             | 30                  | 36,70                         | 39,27                         | 4897,41                           | 24,6%                                           | 910                                                         |
|       | Dębno               | miejsko-wiejska | myśliborski  | 20 975                            | 318,43             | 66                  | 68,44                         | 75,68                         | 3604,68                           | 34,1%                                           | 1107                                                        |
|       | Dobra               | miejsko-wiejska | łobeski      | 4482                              | 115,90             | 39                  | 13,61                         | 13,32                         | 2949,48                           | 35,4%                                           | 660                                                         |
|       | Dobra (Szczecińska) | wiejska         | policki      | 19 301                            | 110,28             | 175                 | 63,25                         | 61,44                         | 3264,63                           | 57,8%                                           | 1853                                                        |
|       | Dobrzany            | miejsko-wiejska | stargardzki  | 5065                              | 134,72             | 38                  | 17,70                         | 16,41                         | 3245,11                           | 31,4%                                           | 963                                                         |
|       | Dolice              | wiejska         | stargardzki  | 8081                              | 237,17             | 34                  | 25,34                         | 27,31                         | 3381,12                           | 19,2%                                           | 595                                                         |
|       | Drawno              | miejsko-wiejska | choszczeński | 5236                              | 320,91             | 16                  | 15,94                         | 16,73                         | 3176,62                           | 48,2%                                           | 697                                                         |
|       | Drawsko Pomorskie   | miejsko-wiejska | drawski      | 16 618                            | 344,16             | 48                  | 55,96                         | 59,29                         | 3553,32                           | 39,9%                                           | 1094                                                        |
|       | Dygowo              | wiejska         | kołobrzeski  | 5640                              | 128,52             | 44                  | 23,16                         | 22,37                         | 3981,44                           | 28,5%                                           | 888                                                         |
|       | Dziwnów             | miejsko-wiejska | kamieński    | 5598                              | 37,62              | 107                 | 35,04                         | 25,64                         | 6326,64                           | 66,2%                                           | 2326                                                        |
|       | Golczewo            | miejsko-wiejska | kamieński    | 6061                              | 175,31             | 35                  | 16,63                         | 17,97                         | 2964,38                           | 56,6%                                           | 960                                                         |
|       | Goleniów            | miejsko-wiejska | goleniowski  | 35 533                            | 442,85             | 80                  | 121,33                        | 114,51                        | 3229,05                           | 46,9%                                           | 1248                                                        |
|       | Gościno             | miejsko-wiejska | kołobrzeski  | 5235                              | 116,00             | 45                  | 23,87                         | 22,71                         | 4307,75                           | 50,3%                                           | 894                                                         |
|       | Gryfice             | miejsko-wiejska | gryficki     | 24 013                            | 261,30             | 92                  | 65,62                         | 69,52                         | 2892,53                           | 38,8%                                           | 1279                                                        |
|       | Gryfino             | miejsko-wiejska | gryfiński    | 32 147                            | 253,90             | 127                 | 108,53                        | 113,52                        | 3529,86                           | 64,6%                                           | 1174                                                        |
|       | Grzmiąca            | wiejska         | szczecinecki | 5007                              | 205,12             | 24                  | 16,81                         | 17,47                         | 3489,21                           | 38,2%                                           | 629                                                         |
|       | Ińsko               | miejsko-wiejska | stargardzki  | 3554                              | 151,01             | 24                  | 11,11                         | 10,79                         | 3014,42                           | 18,2%                                           | 830                                                         |
|       | Kalisz Pomorski     | miejsko-wiejska | drawski      | 7383                              | 480,87             | 15                  | 46,03                         | 41,20                         | 5596,05                           | 21,2%                                           | 1019                                                        |
|       | Kamień Pomorski     | miejsko-wiejska | kamieński    | 14 504                            | 208,54             | 70                  | 44,33                         | 39,59                         | 2721,48                           | 68,9%                                           | 1410                                                        |
|       | Karlino             | miejsko-wiejska | białogardzki | 9307                              | 141,03             | 66                  | 51,91                         | 47,09                         | 5053,29                           | 78,7%                                           | 973                                                         |
|       | Karnice             | wiejska         | gryficki     | 4216                              | 133,12             | 32                  | 13,53                         | 14,30                         | 3386,08                           | 38,3%                                           | 939                                                         |
|       | Kobylanka           | wiejska         | stargardzki  | 4905                              | 121,68             | 40                  | 19,82                         | 20,18                         | 4170,43                           | 88,4%                                           | 1390                                                        |
|       | Kołbaskowo          | wiejska         | policki      | 11 599                            | 105,46             | 110                 | 43,20                         | 44,20                         | 3877,66                           | 11,2%                                           | 1477                                                        |
|       | Kołobrzeg           | miejska         | kołobrzeski  | 46 897                            | 25,67              | 1827                | 163,99                        | 173,21                        | 3692,51                           | 38,5%                                           | 1787                                                        |
|       | Kołobrzeg           | wiejska         | kołobrzeski  | 10 334                            | 144,03             | 72                  | 41,98                         | 40,72                         | 3970,55                           | 8,1%                                            | 1742                                                        |
|       | Kozielice           | wiejska         | pyrzycki     | 2620                              | 94,53              | 28                  | 11,13                         | 10,88                         | 4183,77                           | 29,6%                                           | 687                                                         |
|       | Krzęcin             | wiejska         | choszczeński | 3831                              | 140,26             | 27                  | 15,24                         | 15,19                         | 3974,20                           | 34,0%                                           | 538                                                         |
|       | Lipiany             | miejsko-wiejska | pyrzycki     | 6093                              | 94,91              | 64                  | 16,46                         | 17,22                         | 2813,38                           | 81,9%                                           | 1000                                                        |
|       | Łobez               | miejsko-wiejska | łobeski      | 14 356                            | 227,39             | 63                  | 47,79                         | 47,58                         | 3305,97                           | 39,5%                                           | 1042                                                        |
|       | Malechowo           | wiejska         | sławieński   | 6585                              | 226,46             | 29                  | 26,44                         | 25,11                         | 3820,71                           | 26,1%                                           | 746                                                         |
|       | Manowo              | wiejska         | koszaliński  | 6870                              | 188,31             | 36                  | 23,15                         | 22,49                         | 3276,27                           | 55,0%                                           | 983                                                         |
|       | Maszewo             | miejsko-wiejska | goleniowski  | 8717                              | 210,35             | 41                  | 27,85                         | 30,39                         | 3485,21                           | 56,5%                                           | 688                                                         |
|       | Marianowo           | wiejska         | stargardzki  | 3211                              | 101,94             | 31                  | 10,97                         | 10,64                         | 3303,57                           | 25,3%                                           | 623                                                         |
|       | Mielno              | miejsko-wiejska | koszaliński  | 5056                              | 62,13              | 81                  | 36,53                         | 37,56                         | 7508,35                           | 48,0%                                           | 2826                                                        |
|       | Mieszkowice         | miejsko-wiejska | gryfiński    | 7415                              | 238,65             | 31                  | 26,09                         | 27,22                         | 3675,28                           | 16,7%                                           | 846                                                         |
|       | Międzyzdroje        | miejsko-wiejska | kamieński    | 6596                              | 114,38             | 58                  | 42,02                         | 44,44                         | 6688,53                           | 42,5%                                           | 2733                                                        |
|       | Mirosławiec         | miejsko-wiejska | wałecki      | 5577                              | 203,35             | 27                  | 19,65                         | 21,08                         | 3791,05                           | 17,5%                                           | 854                                                         |
|       | Moryń               | miejsko-wiejska | gryfiński    | 4370                              | 124,57             | 35                  | 13,26                         | 14,23                         | 3240,01                           | 31,3%                                           | 799                                                         |
|       | Myślibórz           | miejsko-wiejska | myśliborski  | 20 584                            | 328,86             | 63                  | 58,00                         | 63,80                         | 3098,15                           | 35,0%                                           | 1016                                                        |
|       | Nowe Warpno         | miejsko-wiejska | policki      | 1672                              | 197,88             | 8                   | 54,10                         | 49,72                         | 29575,52                          | 0,0%                                            | 1083                                                        |
|       | Nowogard            | miejsko-wiejska | goleniowski  | 24 955                            | 338,67             | 74                  | 72,35                         | 66,43                         | 2666,02                           | 52,9%                                           | 1039                                                        |
|       | Nowogródek Pomorski | wiejska         | myśliborski  | 3392                              | 145,90             | 23                  | 13,68                         | 12,84                         | 3795,83                           | 54,8%                                           | 793                                                         |
|       | Osina               | wiejska         | goleniowski  | 3002                              | 101,66             | 30                  | 10,22                         | 9,87                          | 3302,37                           | 15,3%                                           | 723                                                         |
|       | Ostrowice           | wiejska         | drawski      | 2595                              | 150,27             | 17                  | 17,18                         | 20,51                         | 7769,90                           | 142,7%                                          | 925                                                         |
|       | Pełczyce            | miejsko-wiejska | choszczeński | 8001                              | 200,72             | 40                  | 28,84                         | 26,54                         | 3301,14                           | 92,8%                                           | 689                                                         |
|       | Płoty               | miejsko-wiejska | gryficki     | 9144                              | 239,19             | 38                  | 30,73                         | 31,04                         | 3398,37                           | 45,6%                                           | 833                                                         |
|       | Polanów             | miejsko-wiejska | koszaliński  | 9080                              | 393,35             | 23                  | 32,09                         | 32,74                         | 3598,33                           | 38,9%                                           | 709                                                         |
|       | Police              | miejsko-wiejska | policki      | 41 911                            | 251,71             | 167                 | 163,56                        | 144,20                        | 3432,67                           | 25,5%                                           | 1104                                                        |
|       | Połczyn-Zdrój       | miejsko-wiejska | świdwiński   | 15 813                            | 344,28             | 46                  | 51,45                         | 52,95                         | 3337,20                           | 41,9%                                           | 1078                                                        |
|       | Postomino           | wiejska         | sławieński   | 7079                              | 226,86             | 31                  | 34,24                         | 35,29                         | 5002,58                           | 37,8%                                           | 849                                                         |
|       | Przelewice          | wiejska         | pyrzycki     | 5351                              | 162,01             | 33                  | 20,48                         | 20,82                         | 3885,35                           | 38,1%                                           | 691                                                         |
|       | Przybiernów         | wiejska         | goleniowski  | 5206                              | 228,87             | 23                  | 15,98                         | 16,48                         | 3180,32                           | 61,5%                                           | 922                                                         |
|       | Pyrzyce             | miejsko-wiejska | pyrzycki     | 19 741                            | 204,22             | 97                  | 53,42                         | 59,06                         | 2983,78                           | 36,8%                                           | 1036                                                        |
|       | Radowo Małe         | wiejska         | łobeski      | 3708                              | 180,46             | 21                  | 13,40                         | 14,06                         | 3797,69                           | 29,0%                                           | 653                                                         |
|       | Rąbino              | wiejska         | świdwiński   | 3836                              | 179,68             | 21                  | 13,39                         | 13,52                         | 3532,21                           | 42,1%                                           | 660                                                         |
|       | Recz                | miejsko-wiejska | choszczeński | 5693                              | 180,37             | 32                  | 18,93                         | 19,05                         | 3334,71                           | 83,2%                                           | 875                                                         |
|       | Resko               | miejsko-wiejska | łobeski      | 8229                              | 285,20             | 29                  | 32,33                         | 31,40                         | 3796,41                           | 42,6%                                           | 955                                                         |
|       | Rewal               | wiejska         | gryficki     | 3817                              | 40,65              | 94                  | 47,19                         | 52,48                         | 13828,02                          | 259,0%                                          | 3631                                                        |
| [ b ] | Rymań               | wiejska         | kołobrzeski  | 4095                              | 146,15             | 28                  | 16,84                         | 17,78                         | 4326,21                           | 50,2%                                           | 891                                                         |
|       | Sianów              | miejsko-wiejska | koszaliński  | 13 758                            | 226,76             | 61                  | 43,58                         | 43,08                         | 3147,79                           | 25,8%                                           | 991                                                         |
| [ a ] | Siemyśl             | wiejska         | kołobrzeski  | 3758                              | 107,31             | 35                  | 12,66                         | 13,58                         | 3595,51                           | 15,6%                                           | 820                                                         |
|       | Sławno              | miejska         | sławieński   | 12 898                            | 15,83              | 815                 | 37,11                         | 38,92                         | 2996,16                           | 43,9%                                           | 1122                                                        |
|       | Sławno              | wiejska         | sławieński   | 9034                              | 284,39             | 32                  | 31,32                         | 30,97                         | 3454,42                           | 16,0%                                           | 717                                                         |
|       | Sławoborze          | wiejska         | świdwiński   | 4215                              | 188,66             | 22                  | 15,60                         | 14,85                         | 3510,41                           | 33,1%                                           | 612                                                         |
|       | Stara Dąbrowa       | wiejska         | stargardzki  | 3711                              | 112,59             | 33                  | 16,17                         | 13,88                         | 3738,35                           | 16,5%                                           | 577                                                         |
|       | Stare Czarnowo      | wiejska         | gryfiński    | 3875                              | 152,88             | 25                  | 13,13                         | 15,50                         | 4011,96                           | 24,4%                                           | 1135                                                        |
|       | Stargard            | miejska         | stargardzki  | 69 328                            | 48,08              | 1442                | 192,87                        | 191,86                        | 2757,36                           | 28,6%                                           | 1193                                                        |
|       | Stargard            | wiejska         | stargardzki  | 12 576                            | 318,88             | 39                  | 32,34                         | 37,73                         | 3037,60                           | 42,5%                                           | 807                                                         |
|       | Stepnica            | miejsko-wiejska | goleniowski  | 4857                              | 293,13             | 17                  | 44,99                         | 42,78                         | 8766,82                           | 0,0%                                            | 883                                                         |
|       | Suchań              | miejsko-wiejska | stargardzki  | 4333                              | 133,05             | 33                  | 14,93                         | 16,31                         | 3721,22                           | 26,6%                                           | 722                                                         |
|       | Szczecinek          | miejska         | szczecinecki | 40 620                            | 48,48              | 838                 | 111,44                        | 111,97                        | 2755,61                           | 44,3%                                           | 1292                                                        |
|       | Szczecinek          | wiejska         | szczecinecki | 9418                              | 498,87             | 19                  | 29,28                         | 28,28                         | 2992,79                           | 22,5%                                           | 579                                                         |
|       | Świdwin             | miejska         | świdwiński   | 15 725                            | 22,38              | 703                 | 45,58                         | 47,98                         | 3045,00                           | 30,8%                                           | 1146                                                        |
|       | Świdwin             | wiejska         | świdwiński   | 6113                              | 247,25             | 25                  | 19,11                         | 20,00                         | 3270,35                           | 40,1%                                           | 556                                                         |
|       | Świerzno            | wiejska         | kamieński    | 4315                              | 140,13             | 31                  | 12,57                         | 13,98                         | 3236,21                           | 33,3%                                           | 762                                                         |
|       | Świeszyno           | wiejska         | koszaliński  | 6659                              | 132,56             | 50                  | 21,49                         | 25,40                         | 3819,97                           | 0,0%                                            | 1140                                                        |
|       | Trzcińsko-Zdrój     | miejsko-wiejska | gryfiński    | 5628                              | 170,45             | 33                  | 18,80                         | 20,62                         | 3658,67                           | 31,3%                                           | 771                                                         |
|       | Trzebiatów          | miejsko-wiejska | gryficki     | 16 653                            | 225,14             | 74                  | 70,90                         | 52,27                         | 3134,98                           | 78,4%                                           | 1097                                                        |
|       | Tuczno              | miejsko-wiejska | wałecki      | 5053                              | 249,50             | 20                  | 14,21                         | 14,91                         | 2940,19                           | 20,8%                                           | 835                                                         |
|       | Tychowo             | miejsko-wiejska | białogardzki | 7017                              | 350,45             | 20                  | 25,16                         | 25,10                         | 3559,33                           | 32,8%                                           | 650                                                         |
|       | Ustronie Morskie    | wiejska         | kołobrzeski  | 3665                              | 56,98              | 64                  | 23,82                         | 27,86                         | 7600,89                           | 42,9%                                           | 2761                                                        |
|       | Wałcz               | miejska         | wałecki      | 26 231                            | 38,17              | 687                 | 60,10                         | 66,14                         | 2509,85                           | 47,6%                                           | 1334                                                        |
|       | Wałcz               | wiejska         | wałecki      | 12 670                            | 574,91             | 22                  | 48,93                         | 49,78                         | 3924,00                           | 0,0%                                            | 792                                                         |
|       | Warnice             | wiejska         | pyrzycki     | 3591                              | 86,14              | 42                  | 12,44                         | 13,27                         | 3719,38                           | 28,1%                                           | 585                                                         |
|       | Węgorzyno           | miejsko-wiejska | łobeski      | 7191                              | 256,18             | 28                  | 28,33                         | 28,65                         | 4005,02                           | 30,7%                                           | 716                                                         |
|       | Widuchowa           | wiejska         | gryfiński    | 5598                              | 209,45             | 27                  | 17,88                         | 17,97                         | 3208,34                           | 64,6%                                           | 886                                                         |
|       | Wierzchowo          | wiejska         | drawski      | 4372                              | 229,19             | 19                  | 14,70                         | 13,82                         | 3149,25                           | 20,8%                                           | 718                                                         |
|       | Wolin               | miejsko-wiejska | kamieński    | 12 447                            | 327,46             | 38                  | 46,56                         | 41,90                         | 3385,65                           | 38,2%                                           | 1142                                                        |
|       | Złocieniec          | miejsko-wiejska | drawski      | 15 485                            | 194,91             | 79                  | 46,02                         | 46,77                         | 3016,74                           | 53,1%                                           | 1055                                                        |

## Powiaty
Jednostkami administracyjnymi są gminy (miejskie, miejsko-wiejskie lub wiejskie). Miasta mogą stanowić gminy miejskie lub wchodzić w skład gmin miejsko-wiejskich.
- miasta na prawach powiatu
  - miasta (gminy miejskie): Koszalin, Szczecin i Świnoujście
- białogardzki ⇒ Białogard
  - miasta: Białogard, Karlino i Tychowo
  - gmina miejska: Białogard
  - gminy miejsko-wiejskie: Karlino i Tychowo
  - gmina wiejska: Białogard
- choszczeński ⇒ Choszczno
  - miasta: Choszczno, Drawno, Pełczyce i Recz
  - gminy miejsko-wiejskie: Choszczno, Drawno, Pełczyce i Recz
  - gminy wiejskie: Bierzwnik i Krzęcin
- drawski ⇒ Drawsko Pomorskie
  - miasta: Czaplinek, Drawsko Pomorskie, Kalisz Pomorski i Złocieniec
  - gminy miejsko-wiejskie: Czaplinek, Drawsko Pomorskie, Kalisz Pomorski i Złocieniec
  - gmina wiejska: Wierzchowo
- goleniowski ⇒ Goleniów
  - miasta: Goleniów, Maszewo, Nowogard i Stepnica
  - gminy miejsko-wiejskie: Goleniów, Maszewo, Nowogard i Stepnica
  - gminy wiejskie: Osina i Przybiernów
- gryficki ⇒ Gryfice
  - miasta: Gryfice, Płoty i Trzebiatów
  - gminy miejsko-wiejskie: Gryfice, Płoty i Trzebiatów
  - gminy wiejskie: Brojce, Karnice i Rewal
- gryfiński ⇒ Gryfino
  - miasta: Cedynia, Chojna, Gryfino, Mieszkowice, Moryń i Trzcińsko-Zdrój
  - gminy miejsko-wiejskie: Cedynia, Chojna, Gryfino, Mieszkowice, Moryń i Trzcińsko-Zdrój
  - gminy wiejskie: Banie, Stare Czarnowo i Widuchowa
- kamieński ⇒ Kamień Pomorski
  - miasta: Dziwnów, Golczewo, Kamień Pomorski, Międzyzdroje i Wolin
  - gminy miejsko-wiejskie: Dziwnów, Golczewo, Kamień Pomorski, Międzyzdroje i Wolin
  - gmina wiejska: Świerzno
- kołobrzeski ⇒ Kołobrzeg
  - miasta: Gościno i Kołobrzeg
  - gmina miejska: Kołobrzeg
  - gmina miejsko-wiejska: Gościno
  - gminy wiejskie: Dygowo, Kołobrzeg, Rymań, Siemyśl i Ustronie Morskie
- koszaliński ⇒ Koszalin
  - miasta: Bobolice, Mielno, Polanów i Sianów
  - gminy miejsko-wiejskie: Bobolice, Mielno, Polanów i Sianów
  - gminy wiejskie: Będzino, Biesiekierz, Manowo i Świeszyno
- łobeski ⇒ Łobez
  - miasta: Dobra, Łobez, Resko i Węgorzyno
  - gminy miejsko-wiejskie: Dobra, Łobez, Resko i Węgorzyno
  - gmina wiejska: Radowo Małe
- myśliborski ⇒ Myślibórz
  - miasta: Barlinek, Dębno i Myślibórz
  - gminy miejsko-wiejskie: Barlinek, Dębno i Myślibórz
  - gminy wiejskie: Boleszkowice i Nowogródek Pomorski
- policki ⇒ Police
  - miasta: Nowe Warpno i Police
  - gminy miejsko-wiejskie: Nowe Warpno i Police
  - gminy wiejskie: Dobra i Kołbaskowo
- pyrzycki ⇒ Pyrzyce
  - miasta: Lipiany i Pyrzyce
  - gminy miejsko-wiejskie: Lipiany i Pyrzyce
  - gminy wiejskie: Bielice, Kozielice, Przelewice i Warnice
- sławieński ⇒ Sławno
  - miasta: Darłowo i Sławno
  - gminy miejskie: Darłowo i Sławno
  - gminy wiejskie: Darłowo, Malechowo, Postomino i Sławno
- stargardzki ⇒ Stargard
  - miasta: Chociwel, Dobrzany, Ińsko, Stargard i Suchań
  - gmina miejska: Stargard
  - gminy miejsko-wiejskie: Chociwel, Dobrzany, Ińsko i Suchań
  - gminy wiejskie: Dolice, Kobylanka, Marianowo, Stara Dąbrowa i Stargard
- szczecinecki ⇒ Szczecinek
  - miasta: Barwice, Biały Bór, Borne Sulinowo i Szczecinek
  - gmina miejska: Szczecinek
  - gminy miejsko-wiejskie: Barwice, Biały Bór i Borne Sulinowo
  - gminy wiejskie: Grzmiąca i Szczecinek
- świdwiński ⇒ Świdwin
  - miasta: Połczyn-Zdrój i Świdwin
  - gmina miejska: Świdwin
  - gmina miejsko-wiejska: Połczyn-Zdrój
  - gminy wiejskie: Brzeżno, Rąbino, Sławoborze i Świdwin
- wałecki ⇒ Wałcz
  - miasta: Człopa, Mirosławiec, Tuczno i Wałcz
  - gmina miejska: Wałcz
  - gminy miejsko-wiejskie: Człopa, Mirosławiec i Tuczno
  - gmina wiejska: Wałcz

## Zmiany po 1 stycznia 1999 r.
- nowe powiaty
  - (1 stycznia 2002): łobeski (ze stolicą w Łobzie) z gmin powiatów: stargardzkiego (Łobez i Węgorzyno), gryfickiego (Radowo Małe i Resko) i goleniowskiego (Dobra)
- zlikwidowane gminy
  - (1 stycznia 2019): gm. Ostrowice (powiat drawski)
- nadane prawa miejskie
  - (1 stycznia 2004): Dziwnów (powiat kamieński)
  - (1 stycznia 2010): Tychowo (powiat białogardzki)
  - (1 stycznia 2011): Gościno (powiat kołobrzeski)
  - (1 stycznia 2014): Stepnica (powiat goleniowski)
  - (1 stycznia 2017): Mielno (powiat koszaliński)
- zmiana nazwy
  - (1 stycznia 2016): zmiana nazwy m. Stargard Szczeciński na m. Stargard
  - (1 stycznia 2016): zmiana nazwy gm. Stargard Szczeciński na gm. Stargard
  - (1 stycznia 2016): zmiana nazwy siedziby pow. stargardzkiego ze Stargard Szczeciński na Stargard
- zmiany granic
  - granice województw
    - (1 stycznia 2003): przyłączenie do m. Kostrzyn[15] (pow. gorzowski, woj. lubuskie) obszaru o pow. 475,66 ha z gm. Boleszkowice (pow. myśliborski)[16]

  - granice powiatów
    - (1 stycznia 2004): przyłączenie do gm. Mirosławiec (pow. wałecki) obszaru o pow. 740 ha z gm. Wierzchowo (pow. drawski)
    - (1 stycznia 2008): przyłączenie do m. Police (pow. policki) obszaru o pow. 25 ha z m. Szczecin (pow. grodzki Szczecin)
    - (1 stycznia 2010): przyłączenie do m. Koszalin (miasto z prawami powiatu) obszaru o pow. 1500,56 ha z gm. Będzino (pow. koszaliński)[17]
    - (1 stycznia 2012): przyłączenie do gm. Polanów (pow. koszaliński) obszaru z gm. Malechowo (pow. sławieński)

  - granice miast i gmin
    - (1 stycznia 2000) w pow. szczecineckim: przyłączenie do gm. Barwice obszaru o pow. 536 ha z gm. Borne Sulinowo
    - (1 stycznia 2002) w pow. drawskim, gm. Drawsko Pomorskie: przyłączenie do m. Drawsko Pomorskie obszaru o pow. 90 ha z gm. Drawsko Pomorskie
    - (1 stycznia 2002) w pow. drawskim, gm. Kalisz Pomorski: przyłączenie do m. Kalisz Pomorski obszaru o pow. 49 ha z gm. Kalisz Pomorski
    - (1 stycznia 2007) w pow. wałeckim: przyłączenie do m. Wałcz obszaru z gm. Wałcz
    - (1 stycznia 2007) w pow. łobeskim, gm. Dobra: przyłączenie do m. Dobra obszaru z gm. Dobra
    - (1 stycznia 2009) w pow. goleniowskim: przyłączenie do gm. Goleniów obszaru z gm. Osina
    - (1 stycznia 2010) w pow. szczecineckim: przyłączenie do m. Szczecinek obszaru o pow. 1132,94 ha z gm. Szczecinek
    - (1 stycznia 2010) w pow. drawskim, gm. Kalisz Pomorski: przyłączenie do m. Kalisz Pomorski obszaru o pow. 0,22 ha z gm. Kalisz Pomorski
    - (1 stycznia 2011) w pow. łobeskim, gm. Łobez: przyłączenie do m. Łobez obszaru z gm. Łobez
    - (1 stycznia 2012) w pow. szczecineckim, gm. Barwice: przyłączenie do m. Barwice obszaru z gm. Barwice
    - (1 stycznia 2013) w pow. białogardzkim, gm. Tychowo: przyłączenie do m. Tychowo obszaru z gm. Tychowo
    - (1 stycznia 2013) w pow. białogardzkim, gm. Tychowo: wyłączenie z m. Tychowo obszaru i przyłączenie go do gm. Tychowo
    - (1 stycznia 2024) w pow. gryfińskim, gm. Cedynia: przyłączenie do m. Cedynia obszaru z gm. Cedynia
    - (1 stycznia 2025) w pow. kołobrzeskim, gm. Kołobrzeg: przyłączenie do m. Kołobrzeg obszaru z gm. Kołobrzeg